# مدرسة طب ساوثهامبتون
مدرسة طب ساوثهامبتون (بالإنجليزية: Southampton Medical School)‏ هي إحدى المدارس لتعليم الطب في المملكة المتحدة. مركز هذه المدرسة الطبية هو جامعة ساوثهامبتون. تم تأسيس هذه المدرسة رسمياً في عام 1971.